# Scaffolding
Scaffolding (pol. rusztowanie) – metaprogramistyczna metoda budowania aplikacji wykorzystujących bazy danych; technika obsługiwana przez niektóre wzorce projektowe typu MVC, gdzie programista pisze specyfikację opisującą strukturę i zależności w bazie danych, a kompilator lub generator generuje kod umożliwiający tworzenie, czytanie, aktualizowanie i usuwanie wpisów w bazie.
Technika scaffoldingu została spopularyzowana wraz z pojawieniem się Ruby on Rails.